# Akiodorididae
Akiodorididae Millen & Martynov, 2005 è una famiglia di molluschi nudibranchi appartenente alla superfamiglia Onchidoridoidea.

## Tassonomia
La famiglia comprende cinque generi per un totale di nove specie:
- Akiodoris Bergh, 1879 (2 sp.)
- Armodoris Minichev, 1972 (2 sp.)
- Doridunculus G.O. Sars, 1878 (3 sp.)
- Echinocorambe Valdés & Bouchet, 1998 (1 sp.)
- Prodoridunculus Thiele, 1912 (1 sp.)